# Wspólnota administracyjna Wackersdorf
Wspólnota administracyjna Wackersdorf – wspólnota administracyjna (niem. Verwaltungsgemeinschaft) w Niemczech, w kraju związkowym Bawaria, w rejencji Górny Palatynat, w regionie Oberpfalz-Nord, w powiecie Schwandorf. Siedziba wspólnoty znajduje się w miejscowości Wackersdorf. Powstała w 1978.
Wspólnota administracyjna zrzesza dwie gminy wiejskie (Gemeinde): 
- Steinberg am See, 1 867 mieszkańców, 20,22 km²
- Wackersdorf, 5 019 mieszkańców, 33,56 km²